# John Ore
John Ore (17 december 1933 - 22 augustus 2014) was een Amerikaans jazz-bassist. Hij is het meest bekend door zijn werk met pianist Thelonious Monk.
Na studies aan de New School of Music in Philadelphia  (cello) en Juilliard (bas) werkte hij met onder meer Tiny Grimes, George Wallington, Lester Young, Ben Webster, Coleman Hawkins  en Bud Powell. Van 1960 tot 1963 speelde hij in het kwartet van Monk en in 1964 was hij actief in Les Double Six in Parijs. Later in de jaren zestig speelde hij weer met Powell, alsook met Teddy Wilson. In de jaren zeventig werkte hij onder meer bij Earl Hines. In 1982 was hij lid van de groep van Sun Ra.